# Тхосон (станция метро)
«Тхосон» (кор. 토성) — станция линии 1 Пусанского метрополитена. Находится в Ами-доне района Со-гу. Как следует из названия, Земляная крепость (по-корейски Тхосон) времён Три корейских государств или династии Чосон находилась в непосредственной близости от станции. На станции установлены платформенные раздвижные двери.